# كلوستريديوم سكاتولي
كلوستريديوم سكاتولوجينيس أو كلوستريديوم مولد للروث أو كلوستريديوم سكاتولي (نسبة إلى الرائحة الشبيهة بالروث التي ينتجها هذا الكائن الحي أو تشير إلى مادة السكاتول وهي مادة برازية) (CLOSL) هي بكتيريا موجبة غرام لاهوائية, متحركة, .
في الأصل، في عام 1925, أسمى كل من فيلرز وكوف هذا النوع بكلوستريديوم سكاتول. في 1927, أعاد ويلنبيرغ وغنزبورغ تصنيفها لاحقا إلى تسمية عصية مولدة للروث (باسيلاس سكاتولوجينيس). حصل هذا النوع من البكتيريا على اسمه الحالي منذ 1948.

## روابط خارجية
- (بالfr+en) مرجع موسوعة الحياة (EOL) : كلوستريديوم سكاتولي
- Type strain of Clostridium scatologenes at BacDive - the Bacterial Diversity Metadatabase